# 蔣欽
蔣 欽（しょう きん、? - 219年）は、中国後漢末期の武将。孫策・孫権に仕えた。字は公奕。揚州九江郡寿春県の人。子は蔣壱・蔣休。『三国志』呉志 に伝がある。

## 生涯
周泰と共に孫策に仕えた。袁術に身を寄せていた時代から孫策の側近であったという。孫策が江東に進出すると、別部司馬となり、兵士を与えられた。孫策に従って三つの郡を平定し、さらに豫章郡に進出した。また葛陽県尉となり、三つの県の県令も務めた。山越の不服従民を征服させた時は、会稽の西部都尉となった。
建安13年（208年）、会稽や東冶においても、呂合や秦狼といった不服従民が反乱したため、呂岱と協力してこれを討伐し、彼等を捕虜とし五つの県を平定、討越中郎将となり、経拘と昭陽を奉邑として得た。後に黟県を転戦し、蔣欽は賀斉と共に出撃して黟県の反乱の討伐に向かうと、一万の兵の指揮を執ってこれに協力し、反乱を平定した。
建安20年（215年）、孫権は合肥に向かって軍を進めた（合肥の戦い）。孫権軍は合肥を攻め落とせず、陣中に疫病が発生したこともあって孫権軍は撤退を開始した。逍遥津撤退戦で孫権・呂蒙・蔣欽・甘寧・凌統らが殿として敵の追撃を防ぐこととなり、曹操軍の張遼・楽進らの奇襲で蔣欽は奮戦して孫権を守り切るという手柄を立てた。この功で盪寇将軍に任命され、濡須督となった。
昔、蔣欽は宣城に駐屯していた時、豫章郡の不服従民の追討に当たっていた。徐盛は蕪湖県令の職にあり、蔣欽の留守中にその役人を罪に問い、捕らえて斬刑に処そうとしたことがあったが、孫権は蔣欽のことを慮って許可を与えなかった。このことから徐盛は蔣欽の報復を恐れるようになったという。
建安22年（217年）、曹操は10万人以上の軍勢で濡須口に向かって軍を進め、蔣欽は呂蒙と共に諸軍の総指揮を執った。徐盛は以前の事もあって彼を恐れていたが、蔣欽は徐盛の優れた所をしばしば褒め称えたため、徐盛も蔣欽に心服し、また人々も蔣欽の徳を褒め称えることになった。孫権は蔣欽に理由を聞き、私怨に捉われない態度に感心した。後に濡須を守る功績を挙げ、この功により右護軍に任命され、都に召還され、訴訟の事務にも当たっている。
建安24年（219年）、兼ねてより荊州をめぐって劉備と抗争していた孫権は、荊州を奪還することを計画し、呂蒙に総指揮を任せた。このときの戦いに蔣欽も参戦し、呂蒙の計画通り、水軍を率い沔水の流域を進み勝利した。しかし、その帰還の途中に病を得て没した。孫権は喪服を着て哭し、妻子に蕪湖の住民二百戸・田二百頃を与えさせた。

## 一族
- 蔣壱 - 蔣欽の子。呉の宣城侯。蔣欽の兵を引き継ぐ。
- 蔣休 - 蔣欽の子。蔣壱の兵を引き継ぐが、のちに所領と官位を失う。

子の蔣壱が跡を継ぎ、宣城侯の爵位を継承し兵士を預けられた。しかし子がなかったため、その死後は弟の蔣休が継ぎ、兵士を預けられたが、罪を得て所領と官位を失っている。

## 人物
- 功績を挙げ昇進しても奢ることが無く、質素倹約に努め、母や妻にも粗末な衣服や装飾品を用いさせていた。このことに気づいた孫権は、すぐに命令して豪華な装飾が施された衣服や装飾品を届けさせた。

## 逸聞
- 聡明ではあったが教養に乏しかったため、呂蒙と共に孫権から勉学に励むように諭された。このため必死に書物を読んで勉強し、呂蒙と並んで、孫権に「その行いは人々の模範となり、国士である」と賛嘆された[5]。

- 孫権が蔣欽に尋ねて「徐盛はかつてあなたのことを挙げつらった上言をしたのであるのに、あなたはいま徐盛を推挙される。祁奚（中国語版）[6]に倣うつもりかね？」蔣欽は答えて「臣は、公の推挙には私怨をまじえぬものと聞いております。徐盛は、まごころをもって勤めに励んでおり、胆略で見通しがきき、器量も備えていて、一万の兵を指揮するにふさわしい人物です。いま統一という大事もまだ未完成であって、臣には国家のために才能ある人物を捜し求める義務がございます。どうして私怨にひかれて有能な人材をかくれたままにしておいたりいたしましょう」。孫権はこの言葉を喜んだ。徐盛は蔣欽の徳に心服し、人々の風評も蔣欽をほめたたえた。

## 三国志演義
小説『三国志演義』では、元々周泰とともに水賊をしていたが、劉繇と戦った孫堅の遺児である孫策の軍に参加し、劉繇が孫策に敗れ、劉繇の部下の陳横は、蔣欽に弓矢で射殺された。江東平定戦で活躍することになっている。正史と異なり、赤壁の戦いやその後の南郡の戦いにも参加するが、南郡では曹仁と牛金に大敗してしまうため、周瑜に斬られそうになっている（正史では蔣欽は赤壁の戦いや南郡の戦いに参加しなかったが、かえって賀斉とは歙県と黟県の討伐に向かうと、大規模な反乱を平定した）。劉備が孫夫人との婚礼のために呉を訪問したときは、張昭の薦めで孫夫人と逃走した劉備の追撃を周泰とともに任され、従わないときは夫婦共々斬ってもよいという命令を受けている。関羽討伐戦に参加するのを最後に、物語から姿を消し、その死の描写や報告もない。